# الموسيقى الفارسية
نشأت الموسیقی في إيران (بلاد فارس) منذ الآف السنين منذ حضارة عيلام التي سكنت جنوب غرب إيران.وتبين الرسوم والآثار المنحوتة المتبقية من العصور التاريخية مدي اهتمام ورغبة الإيرانيين بفن الموسيقي وبالرغم من الاعتراضات فأن فن الموسيقي واصل انتشاره لكن ليس بنفس الازدهار السابق. وقد استمر الحال حتى عهد الصفوية والدليل على ذلك الآثار الموجودة في قصر “ جهلستون ” وغرفة الموسيقي في عمارة عالي قابو.
الموسيقي الوطنية الفارسیة هي مجموعة من النغمات والإيقاعات التي ظهرت منذ قرون وشهدت تطورات وتكاملت علي مر العصور ,وهي تعكس الخصائص الاخلاقية والأحداث السياسية والاجتماعية والجغرافية لشعب يتمتع بتاريخ قديم جدا. ان الخصائص التي تتمتع بها الموسيقي الفارسیة تجعل الإنسان يدخل في حالة من التأمل والعرفان.

## تاريخ الموسيقى في إيران (فارس)

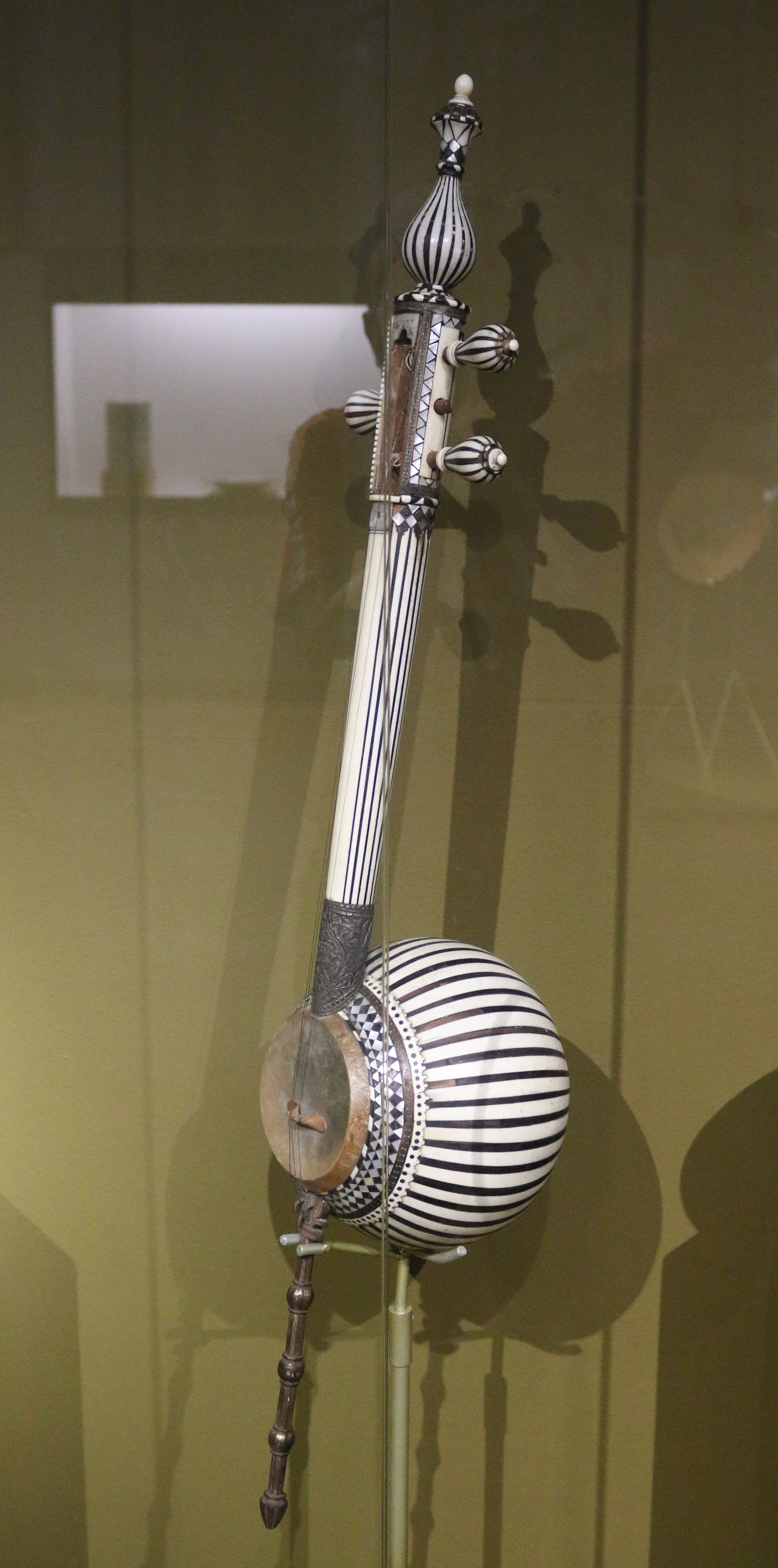
کمنجة: آلة موسیقیة فارسیة (ایرانیة) من القرن التاسع عشر.

كان للموسيقى وضع وأهمية اجتماعية في عصر العيلاميين وعصر الأخمينيين ،ولكن تطورت الموسيقى وازدهرت في عصر الدولة الساسانية وكانت تستخدم في طقوس عبادة الديانة الزرادشتية التي كانت منتشرة في ذلك الوقت وقد برزت أسماء كثيرة من الموسيقيين مثل: رامتين وآزاد و باربد.
وبعد الفتح الإسلامي لفارس لم تختف الموسيقى ويعود ذلك لبروز أسماء حافظت عليها وأضافت لها مثل زرياب الذي جعل الموسيقى الفارسية تؤثر في موسيقى الأندلس، بالإضافة إلى الفارابي وابن سينا الذين برعوا في عزف العود والناي.

## المقامات
وفقاً للتقسيم الجديد والذي يرجع تاريخه الي حوالي مائة عام، فأن الموسيقي الفارسية (الإيرانية) تنقسم الي 12 مجموعة ومن هذه المجموعات هناك سبع مجموعات أخرى غير مستقلة وتنفرع من المقامات المذكورة وتسمي بالنغمات وهناك تفريعات أخرى تخرج من هذه المجموعات تصل الي حوالي 228 نغمة وايقاع وهناك موسيقيين تقليديين بارزين خلال القرن الماضي مثل آقا حسينقلي ـ ميرزا عبد الله ـ درويش خان وأبوالحسن صبا.
- المقامات السبع هي : (شور ـ ماهور ـ همايون ـ سيكا ـ شاركاة ـ نوا ـ راست)
- النغمات هي : (اصفهان ـ أبوعطاء ـ بيات ترك ـ افشاري ودشتي)

## الآلات الموسيقية الفارسية
- سنطور
- تار
- كمنجة
- سه تار
- نای
- طنبور
- دف

## موسيقيون إيرانيون
1. باربد
2. زرياب
3. اسحاق الموسيقي
4. عارف قزوینی
5. ابوالحسن صبا
6. سید جواد بدیع زاده
7. مرتضى حنانه
8. اسدالله ملك
9. جلال ذوالفنون
10. محمد رضا شجريان[1]
11. حسين علي زاده
12. هايده